# Marilú Ortiz de Rozas
Marilú Ortiz de Rozas (Santiago, 1966) es una escritora, columnista y periodista chilena.

## Biografía
Tras estudiar periodismo en la Universidad de Chile, Ortiz de Rozas se doctoró en Letras en la Universidad de La Sorbonne-Nouvelle en Francia. Ha sido columnista en el diario El Mercurio, Revista del Domingo y en la publicación cultural La Panera.
Asimismo, ha trabajado en las divisiones de Centroamérica y Bolivia de la Organización de Naciones Unidas.

## Trayectoria literaria
Marilú Ortiz de Rozas ha dedicado parte de su carrera profesional a escribir sobre poetas y artistas chilenos como Pablo de Rokha y Mario Carreño en tesis académicas, investigaciones periodísticas y literatura infantil.
En 2007 ganó el Premio Revista de Libros de El Mercurio por Historia de un sueño fragmentado, una biografía sobre el pintor cubano nacionalizado chileno, Mario Carreño. Siete años más tarde publicó Viaje al corazón de Neruda, su primer libro infantil, dedicado a Pablo Neruda y en 2023 publicó Pequeño dios, un relato sobre Vicente Huidobro a partir de tres mujeres cercanas al poeta.

## Obras destacadas
- Viaje al corazón de Neruda (2014, Editorial Amanuta)
- Pequeño dios (2023, Editorial Alfaguara)

## Premios y reconocimientos
- 2007 Premio Revista de Libros de El Mercurio por Historia de un sueño fragmentado.[1]
- 2022 Segundo lugar en V Bienal de Arte Contemporáneo de Argentina.[5]